# Léo Beker
Pour les articles homonymes, voir Beker (homonymie).
Léo Beker (né à Montevideo, Uruguay, en 1946) est un peintre, auteur de bandes dessinées et de films animés en 3D. Il est notamment connu pour sa série Les Tribulations de Louison Cresson. Il habite en Bretagne.

## Biographie
Fils d'un père peintre et poète et d'une mère comédienne, Léo Beker naît le 29 juillet 1946 à Montevideo. La famille s'installe en Argentine en 1958. Léo Beker passe sa jeunesse dans une banlieue ouvrière de Buenos Aires. Il est contraint de travailler tôt au détriment de ses études. 
À vingt-trois ans, il se marie, est titulaire d'un baccalauréat et d'un diplôme d'informaticien et travaille comme technicien dans l'équivalent argentin du C.N.R.S.
À 27 ans, il déménage en Patagonie. Il développe une passion pour la plongée sous-marine. Il obtient une bourse pour étudier l'océanographie à en France, à Marseille. En raison des événements politiques en Argentine en 1976, il se retrouve avec son épouse et son fils dans l'impossibilité de rentrer au pays.  
Il se reconvertit dans la bande dessinée et, en 1979, il publie ses premières planches dans Le journal de Ludo. 
En 1991, il inaugure une série, Les Tribulations de Louison Cresson aux éditions Dupuis, série qui comporte au total cinq volumes. Patrick Gaumer salue le « graphisme précis et pointilleux de Léo Beker ». Il est l'auteur d'un roman noir, L'Instant qui précède (1998). 
En 1999 il obtient un DESS d'écriture audiovisuelle à l'Université de Provence. 
En 2004, après avoir vécu pendant presque trente ans à Marseille, Léo Beker s'installe en Bretagne. Il travaille dans le cinéma en trois dimensions et la publicité. Il a dessiné, scénarisé et mis en scène le cartoon 3D Napoleone in Egitto. Il a collaboré en 2005 au long métrage Pollux : Le Manège enchanté.
En 2021, Léo Beker se lance dans l'édition en fondant les Éditions Léo Beker et entreprend la réédition de sa série Les Tribulations de Louison Cresson, avec un financement participatif, en prévoyant la sortie d'un tome 6 inédit. Chaque réédition est rafraichie, corrigée et augmentée de pages bonus supplémentaires.

## Œuvres

### Roman
- L'Instant qui précède / Léo Beker-Gomez. Thônes : Éditions du Choucas, coll. "Le Choucas noir", 1998, 190 p.  (ISBN 2-909684-23-7).

### Bandes dessinées

#### One shots
- Le Fada sur la colline / scénario : Xavier Séguin ; illustration : Léo Beker. Paris : Bayard-Presse, 1983, 42 p. (B.D. Okapi).  (ISBN 2-7009-4019-9).
- Le Coquillage de cristal / scénario et dessin : Léo Beker. Paris. Bayard Presse, 01/06/1983, 44 p. Publié en épisodes dans Okapi à partir du no 277.

#### Séries
Les Tribulations de Louison Cresson (texte et dessin Léo Beker)
1. La Nuit des fantômes.
  - Prépublié sous le titre Rock & Roll à Pied-l'Abbé in Le Journal de Spirou, du no 2634 au no 2644, 1988.
  - Paris : Dupuis, 02/1991, 46 p.  (ISBN 2-8001-1807-5).
  - Rééd. sous le titre Rock'n Roll à Pied-l'Abbé. Lanildut : Léo Beker Éditeur, 09/2021, 48 p.  (ISBN 978-2-9578643-0-0). Suppl. 2 p.
2. La Ferme du fou
  - Prépublié sous le titre Nuit d'orage in Le Journal de Spirou, du no 2716 au no 2727, 1990.
  - Paris : Dupuis, 1991, 46 p.  (ISBN 2-8001-1852-0).
  - Rééd. sous le titre Le Secret du "Mister". Lanildut : Léo Beker Éditeur, 06/2022, 48 p.  (ISBN 978-2-9578643-1-7). Suppl. 2 p. "Coda".
3. Le Machin venu de l'espace
  - Prépublié sous le titre Le Gros Rhûbe in Le Journal de Spirou, du no 2789 au no 2799, 1991.
  - Paris : Dupuis, 1992, 46 p.  (ISBN 2-8001-1915-2).
  - Rééd. prévue sous le titre Le Gros Rhûbe.
4. Le Train fantôme
  - Prépublié sous le titre La Dernière Loco in Le Journal de Spirou, du no 2854 au no 2863, 1992.
  - Paris : Dupuis, 1993, 46 p.  (ISBN 2-8001-2065-7).
  - Rééd. prévue sous le titre La Dernière Loco.
5. Le Rock de la pastèque
  - Prépublié in Le Journal de Spirou, du no 2938 au no 2947, 1994.
  - Paris : Dupuis, 1995, 46p.  (ISBN 2-8001-2125-4).

Les Chercheurs de Dieu
- L'Abbé Pierre et l'espoir d'Emmaüs /  scénario Benoît Marchon ; illustration Léo Beker ; couleur Catherine Legrand.

1. Paris : Éditions du Centurion, 1986, 36 p. (Collection Astrapi. Centurion Éveil religieux).  (ISBN 2-227-60103-5)
2. Paris : Bayard Jeunesse, coll. "Filotéo", série "Les chercheurs de Dieu" n° 19, 09/2012, 42 p.  (ISBN 978-2-7470-4017-4)

- Charles de Foucauld / scén. Benoît Marchon ; avec les conseils de François Mourvillier ; illustration Léo Beker. Paris : Bayard jeunesse, 2002, 44 p. (Les chercheurs de Dieu ; 13).  (ISBN 2-7470-0568-2).

#### Bandes dessinées publiées dans des magazines
- Une enquête de Jim Forst in Le journal de Ludo du no 2 au no 17 / illustration Léo Beker ; scénario Gil Das. Paris : Éditions Vaillant, 1979-1980. NB : le n° 1 est illustré par José de Huéscar.
- Stim 33 in Le journal de Ludo du no 1 au no 17 / illustration Léo Beker ; scénario Gil Das. Paris : Éditions Vaillant, 1979-1980.
- La Parure / adaptation Simone Wion d'après Guy de Maupassant, dans Je bouquine n° 30, août 1986.
- Au Bonheur des dames / adaptation Mireille Boulaire d'après Émile Zola, dans Je bouquine n° 40, juin 1987, p. 81-104.
- John Silverside : À la poursuite du Pharaon nacré / illustration Leo Beker ; scénario Anne-Laure Bondoux et Timothée Duboc ; couleur Cyril Blazy. En feuilleton (11 épisodes) dans le magazine Maximum (Bayard presse jeune), du n° 1 (07-08/1998) au n° 11 (08/1999). Rééd. DLire, 70 p.

### Illustrations de romans
- Panique à la fête de l'école / Michel Amelin ; illustration Léo Beker. Paris : Bayard jeunesse, 2001, 93 p. (Délires. Bayard Poche ; 242).  (ISBN 2-2277-5715-9).
- Pirate de l'espace / Daniel Pinkwater (en) ; traduction : Hervé Zitvogel ; illustration : Léo Beker. Paris : Flammarion, 1997, 76 p. (Castor poche. Junior : science-fiction).  (ISBN 2-08-164263-8).
- Les Portes d'Arthim / Liliane Korb et Laurence Lefèvre ; illustration Léo Beker. Paris : Flammarion, 1997, 117 p. (Castor poche ; 624. Junior : science-fiction).  (ISBN 2-08-164318-9).
- Piégé dans le corps de ma sœur ! / Todd Strasser ; traduction Yannick Surcouf ; illustration Léo Beker. Dans la revue Je Bouquine hors série, automne 1998, p. 4-88. Rééd. Bayard poche, coll. "Délires" n° 220, 2001, 140 p.  (ISBN 2-7470-0303-5).
- Qui a tagué Charlemagne ? / Fanny Joly ; ill. Léo Becker. Paris : Pocket jeunesse, coll. "Pocket junior" n° 606. Série "Rigolo" n° 7, 2000, 114 p.  (ISBN 2-266-09910-8)
- Les Millionnaires de la récré / Fanny Joly ; ill. Léo Becker. Paris : Pocket jeunesse, coll. "Pocket junior" n° 607. Série "Rigolo" n° 8, 2000, 116 p.  (ISBN 2-266-09911-6)
- La Directrice est amoureuse / Fanny Joly ; ill. Léo Becker. Paris : Pocket jeunesse, coll. "Pocket junior" n° 608. Série "Rigolo" n° 9, 2000, 116 p.  (ISBN 2-266-09912-4)
- Vous connaissez la nouvelle ? / Fanny Joly. Paris : Pocket jeunesse, coll. "Pocket junior" n° 901. Série "Rigolo" n° 42, 2004, 99 p.  (ISBN 2-266-12841-8)